# Paul Chambers
Paul Laurence Dunbar Chambers, Jr. (Pittsburgh, 22 de Abril de 1935 – 4 de Janeiro de 1969) foi um dos mais influentes contrabaixistas de jazz da história. Era também conhecido como Mr. P.C.. Foi figura notável em grande parte das "cozinhas" dos grupos das décadas de 1950 e 1960.

## Biografia
Chambers nasceu em Pittsburgh em 22 de abril de 1935 e nas suas primeiras experiências musicais, tocou sax barítono e tuba na banda da escola e aos 14 anos iniciou no aprendizado do contrabaixo.
Já em Detroit, começou a tocar com os músicos locais e entre eles estavam Kenny Burrell e Thad Jones, e se graduou na Cass University, onde fazia parte da banda. Em 1955, já com uma bagagem respeitável, Chambers foi convidado a integrar o combo de Paul Quinichette em New York. Após ser aceito pela elite do jazz, atuou ao lado Joe Roland, Sonny Stitt e J.J. Johnson. Nesse mesmo ano, Chambers passou a integrar o famoso quinteto de Miles Davis, que incluía Coltrane, Red Garland (piano) e Jo Jones (bateria). Essa seção rítmica ficou muito reconhecida pelo estilo suingado e pelo pulso leve de ampla sustentação de Chambers que dava uma sólida base para o conjunto. Do seu trabalho com Miles destacam-se as suas performances em “Four” no álbum Workin, "Billy Boy” em Milestones, “So What” em Kind of Blue e em Sketches of Spain.
Com Coltrane, participou das gravações de Blue Train (57), Soultrane (58) e Giant Steps (59); com Rollins gravou “Tenor Madness”; com J.J Johnson, “The Eminent J J Johnson”; com Lee Morgan, “The Cooker” e com Benny Golson, “Groovin”. Ele realiza um solo de dez chorus na música “The Stroller”.
Com performances como essas, Chambers abriu o caminho para que mais instrumentistas pudessem utilizar o baixo como solista. Mas na segunda metade dos anos 60, sua saúde já era precária pelo uso de drogas, o que o afastou das gravações e da criatividade como artista. Chambers faleceu vitimado pela tuberculose, em New York no dia 4 de janeiro de 1969.

## Discografia
| - Chambers' Music (Aladdin/Jazz West, 1956) - Whims of Chambers (Blue Note, 1956) - Paul Chambers Quintet (Blue Note, 1957) - Bass on Top (Blue Note, 1957) - Go (Vee-Jay, 1959) - 1st Bassman (Vee-Jay, 1960) |  | - (com John Coltrane) High Step (Blue Note, 1956) - (com Hampton Hawes) The East/West Controversy (Xanadu, 1957) - (com Roy Haynes & Phineas Newborn) We Three (Prestige/New Jazz, 1958) - (com Julian "Cannonball" Adderley) Ease It (Charly Records, 1959) - (com Julian "Cannonball" Adderley) Just Friends (Charly Records, 1959) |

### Acompanhando outros músicos
| Julian "Cannonball" Adderley - Julian "Cannonball" Adderley (álbum) (EmArcy, 1955) - Cannonball Adderley Quintet in Chicago (Mercury, 1959) - (com John Coltrane) Cannonball and Coltrane (Phillips, 1965) Nat Adderley - Introducing Nat Adderley (Wing Records, 1955); relançado como Them Adderleys (Limelight, 1966) - Naturally! (Jazzland Records, 1961) Toshiko Akiyoshi - The Toshiko Trio (Storyville, 1956) - Toshiko Mariano and her Big Band (Vee-Jay Records, 1964) Lorez Alexandria - Alexandria The Great (Impulse!, 1964) Chet Baker - Chet (Riverside, 1959) Kenny Burrell - Kenny Burrell (Blue Note, 1956) - (com John Jenkins) John Jenkins with Kenny Burrell (Blue Note, 1957) Sonny Clark - Sonny Clark Trio (Blue Note, 1957) - Sonny's Crib (Blue Note, 1957) - Cool Struttin' (Blue Note, 1958) Jimmy Cleveland - Introducing Jimmy Cleveland And His All Stars (EmArcy, 1955) John Coltrane - Blue Train (Blue Note, 1957) - Coltrane (Prestige, 1957) - Bahia (Prestige, 1958) - Black Pearls (Prestige, 1958) - Lush Life (Prestige, 1958) - Settin' the Pace (Prestige, 1958) - Traneing In (Prestige, 1958) - Settin' The Pace (Prestige, 1958) - Soultrane (Prestige, 1958) - Stardust (Prestige, 1958) - The Believer (Prestige, 1958) - The Last Trane (Prestige, 1958) - Bags and Trane (com Milt Jackson) (Atlantic, 1960) - Giant Steps (Atlantic, 1960) - Cannonball and Coltrane (com Julian "Cannonball" Adderley)(Phillips, 1965) Miles Davis - Miles (Prestige, 1955) - 'Round About Midnight (Columbia, 1955) - Cookin' (Prestige, 1956) - Relaxin' (Prestige, 1956) - Steamin' (Prestige, 1956) - Workin' (Prestige, 1956) - Miles Ahead (Columbia, 1957) - Milestones (Columbia, 1958) - Porgy and Bess (Columbia, 1958) - Kind of Blue (Columbia, 1959) - Sketches of Spain (Columbia, 1960) - Someday My Prince Will Come (Columbia, 1961) - Quiet Nights (Columbia, 1962) |  | Kenny Dorham - 1959 (Prestige, 1959) Kenny Drew - Kenny Drew Trio (Prestige, 1956) Curtis Fuller - Curtis Fuller with Red Garland (Prestige, 1957) - Curtis Fuller Jazztette with Benny Golson (Savoy, 1959) Red Garland - A Garland of Red (Prestige, 1956) - Dig It! (Prestige, 1957) - Groovy (Prestige, 1957) - Red Garland Revisited! (Prestige, 1957) - Red Garland's Piano (Prestige, 1957) - P.C. Blues (Prestige, 1957) - Can't See for Lookin' (Prestige, 1958) - It's a Blue World (Prestige, 1958) - Manteca (Prestige, 1958) - All Kinds of Weather (Prestige, 1959) Herbie Hancock - Inventions and Dimensions (Blue Note, 1963) Barry Harris - Bull's Eye (Fantasy, 1968) Dexter Gordon - Dexter Calling (Blue Note, 1961) Benny Golson - Benny Golson's New York Scene (Contemporary, 1957) - The Modern Touch (Riverside, 1958) - Groovin' with Golson (Prestige, 1959) - Turning Point (Mercury, 1962) Joe Henderson - Four (Verve, 1968) - Straight, No Chaser (Verve, 1968) Andrew Hill - Andrew!!! (Blue Note 1964) Freddie Hubbard - Here to Stay (Blue Note, 1962) Milt "Bags" Jackson - (com John Coltrane) Bags and Trane (Atlantic, 1960) - Statements (Impulse!, 1961) |